# Реми Ошлик
Реми Ошлик (на френски: Rémi Ochlik) е награждаван френски фотожурналист.

## Биография
Роден е на 16 октомври 1983 година в град Тионвил, в североизточната част на Франция.
Известен е със своите снимки на войни и конфликти в Хаити и арабските страни. Загива при обстрел в град Хомс, по време на гражданската война в Сирия.

## Награди
- Получава наградата за млади репортери „Francois Chalais“ за 2004 година заради неговите материали за преврата в Хаити.[3]